# Hansa-Brandenburg W.20
Le Hansa-Brandenburg W.20 était un hydravion à coque allemand de la Première Guerre mondiale, conçu et construit par Hansa-Brandenburg. Cet avion de reconnaissance était conçu pour être lancé depuis un sous-marin.

### Aéronefs comparables
- LFG V-19
- Caspar U.1
- Cox-Klemin XS
- Marcel Besson MB-35
- Marcel Besson MB-411